# Liste der Naturdenkmale in Wonsheim
Die Liste der Naturdenkmale in Wonsheim nennt die im Gemeindegebiet von Wonsheim ausgewiesenen Naturdenkmale (Stand 29. Februar 2024).

## Naturdenkmale
| Nr.         | Bezeichnung   | Lage                        | Beschreibung | Bild                                    |
| ----------- | ------------- | --------------------------- | ------------ | --------------------------------------- |
| ND-7331-384 | Friedenseiche | Schulstraße, bei Nr. 3 Lage | Quercus sp.  | Direkt Bild zu diesem Denkmal hochladen |